# Dzjarzjynskaja hara

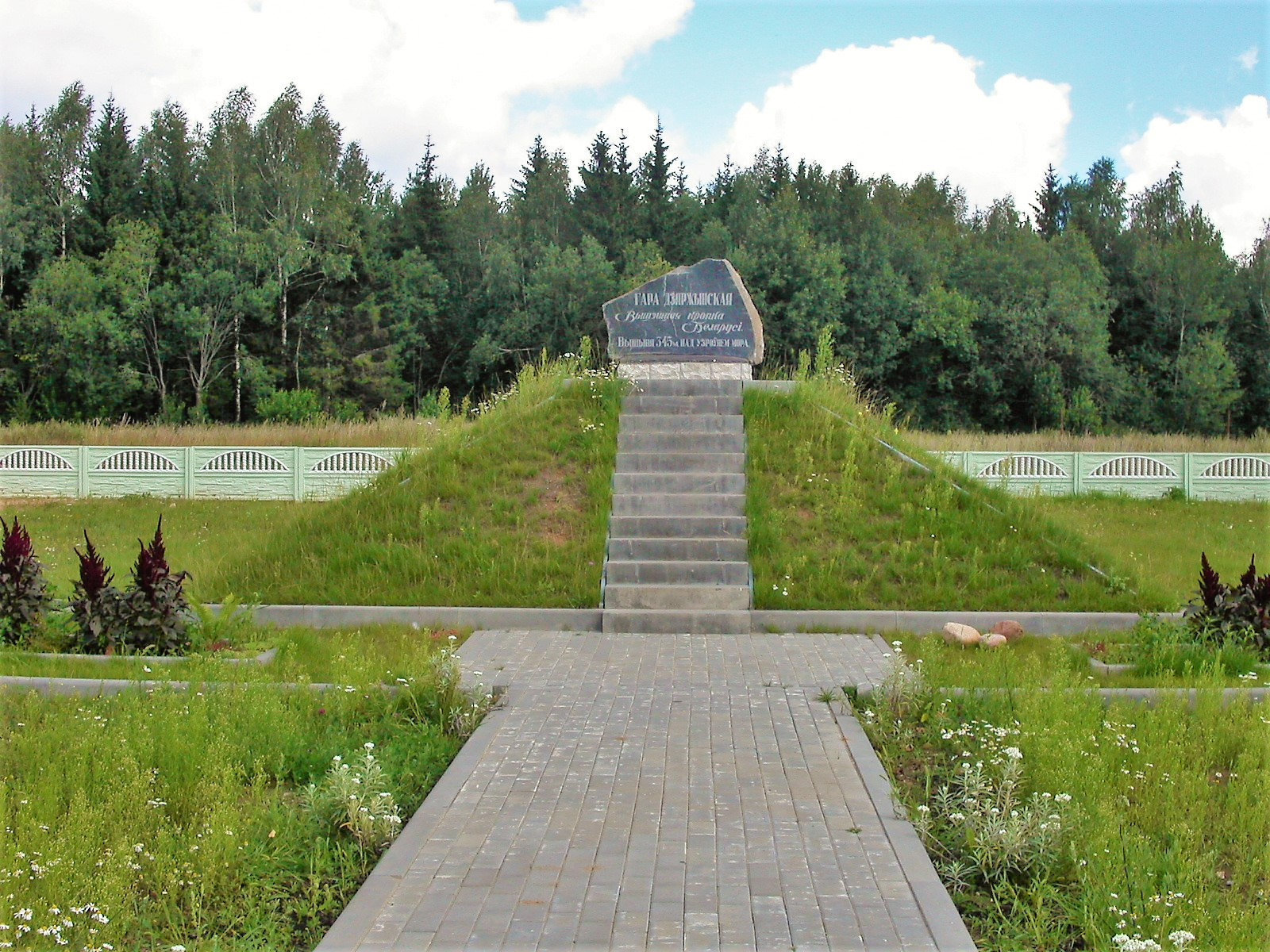
Dzjarzjynskaja hara

De Dzjarzjynskaja hara (Wit-Russisch: Дзяржынская гара) is een heuvel in Wit-Rusland en het hoogste punt van het land.
De heuvel is 345 meter boven zeespiegel gelegen en ligt bij het dorp Skirmoentava in het district (rayon) van Dzjarzjynsk, ten westen van Minsk op de Wit-Russische Rug. De oude naam van de heuvel is Svjataja hara (Святая гара, heilige berg). In 1958 kreeg de heuvel de naam Dzjarzjynskaja hara, naar Feliks Dzerzjinski, de grondlegger van de NKVD, de geheime politie van de Sovjet-Unie, die in Belarus als een nationale held wordt gezien.